# 炭谷俊樹
炭谷俊樹（すみたに としき、英語：Toshiki Sumitani, 1960年11月11日 - ）は、ラーンネット・グローバルスクール 代表・神戸情報大学院大学学長。

## 略歴
- 1960年（昭和35年）兵庫県神戸市生まれ。
- 東京大学大学院理学部物理学科修士課程修了。
- マッキンゼー・アンド・カンパニーを経て、ラーンネット・グローバルスクール開校、同代表。
- 1996年（平成8年）ラーンネットグローバルスクール設立。
- 1997年（平成9年）大前研一らとともに大前・アンド・アソシエーツ設立。
- 2008年（平成20年）8月1日、知の探究社設立。
- 2022年（令和4年）7月に探究インテリジェンスセンター代表に就任。

## 著作
- 『第3の教育-突き抜けた才能は、ここから生まれる』(角川書店、2000年)
- 『ゼロからはじめる社会起業』（日本能率協会マネジメントセンター、2010年）
- 『[実践]課題解決の新技術』これからのビジネスに必要な「探究思考」を身につけよ 2013年）PHP研究所[3]